# براپروست
براپروست (انگلیسی: Beraprost) یک داروی گشادکننده عروق و عامل ضد پلاکت است. براپروست یک  آنالوگ پروستاسیکلین به شمار می‌رود.
این دارو برای درمان فشار خون ریوی و برای جلوگیری از آسیب خونرسانی دوباره در چندین کشور شرق آسیا همچون ژاپن، کره جنوبی و چین مورد پژوهش قرار گرفته است.

## فارماکولوژی بالینی
براپروست به عنوان آنالوگ پروستاسیکلین (PGI2) بر اتساع عروق تأثیر می‌گذارد و فشار خون را کاهش می‌دهد. براپروست همچنین تجمع پلاکتی را مهار می کند، اگرچه نقشی که این پدیده ممکن است در رابطه با فشار خون ریوی ایفا کند هنوز مشخص نشده است.

## دوز و تجویز
براپروست به صورت خوراکی به عنوان یک قرص موجود در غلظت ۲۰ میکروگرم تجویز می‌شود. دوز از ۶۰ تا ۱۸۰ میکروگرم در دوزهای منقسم پس از غذا متغیر است.